# Denison University

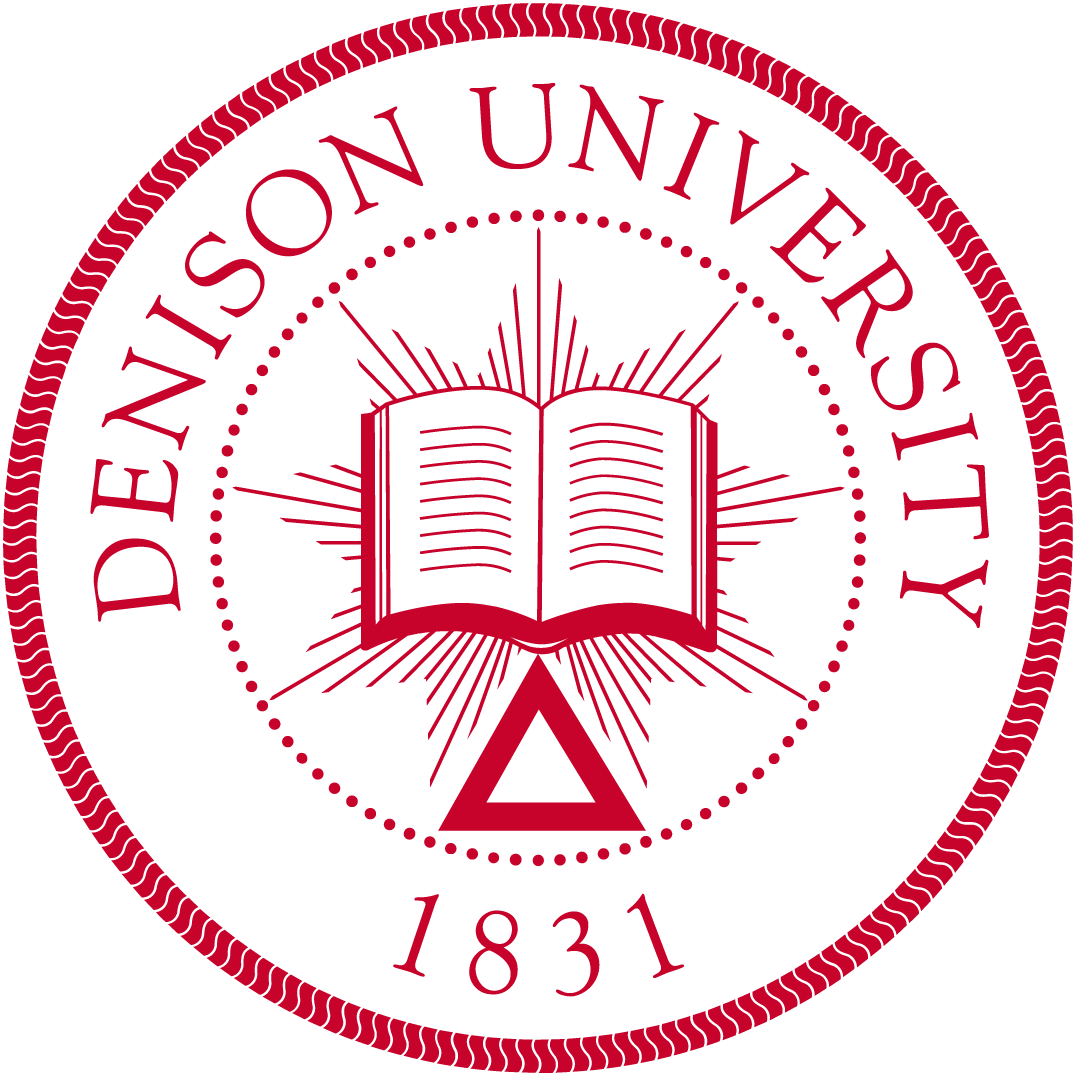
Sigill

Denison University är ett privat universitet i USA. Det är beläget i Granville, Ohio, ungefär 50 km öster om Columbus. Universitet grundades 1831. År 2022 hade universitetet ungefär 2 300 elever.

## Bakgrund
Universitetet erbjuder sedan 1920-talet endast Bachelorexamen. För närvarande kan man välja mellan 48 olika huvudämnen (majors), som leder till examen i Bachelor of Arts, Bachelor of Science eller Bachelor of Fine Arts. Engelska, kommunikation, nationalekonomi, psykologi, biologi, statsvetenskap och historia är några av skolans mest populära huvudämnen, men studenter kan även välja bland en rad mindre traditionella huvudämnen, såsom filmvetenskap.

## Alumner
Några kända f d elever på Denison:
- Michael Eisner (f d styrelseordförande och VD för Walt Disney Company)
- James Frey (författare till den infamösa romanen Tusen små bitar, som varit med i Oprah Winfreys inflytelserika bokklubb.)
- Jennifer Garner (film- och TV-skådespelerska, mest känd från TV-serien Alias)
- Woody Hayes (coach för det amerikanska fotbollslaget vid Ohio State University från 1951 till 1978)
- Richard Lugar (republikansk ledamot av USA:s senat från delstaten Indiana sedan 1977, och ledamot av Denison University's Board of Trustees)
- Bobby Rahal (racerförare, vinnare av Indianapolis 500)
- Steve Carell (Skådespelare)